# Smithuyserbos
Het Smithuyserbos is een bos ten zuidoosten van Hilversum in de Nederlandse provincie Noord-Holland.
Het bos wordt in het noordoosten begrensd door de Lage Vuurscheweg en in het oosten door de Hollandse Sloot, de oude grens tussen het graafschap Noord-Holland en het gebied van de bisschop van Utrecht. Het bos ligt ten zuiden van het Hilversums Wasmeer en ten oosten van De Zuid aan de noordzijde van de Maartensdijkse bossen. Het bos maakte vroeger deel uit van het 'oerbos' het Erfgooiersbos.
De kavels op  het hedendaagse Smithuyserbos werden in 1836 door de Nederlandse staat verkocht aan Pieter Franciscus de Seyff, Sigismundus Pieter ham Fredrikszn en Jan van den Andel. In 1838 verkochten zij hun deel aan Pieter Johannes Smithuysen, een Amsterdamse handelaar in tabak. Sinds 1911 wordt het gebied naar hem genoemd. Smithuysen beplantte het terrein met dennen, met aan de randen inlandse eiken. Nadat zijn erfgenaam Petrus Henricus Franciscus in 1890 overleed, lieten diens erfgenamen vrijwel het gehele bos kappen. Vervolgens werd het gebied op 28 september 1893 verkocht aan muntmeesters Hugo Laurens Adriaan van den Wall Bake en Willem Karel Lodewijk van Walree. 
In 1897 verkocht Van Walree zijn deel aan de zoon van Van den Wall Bake. Deze zoon was tevens eigenaar van villa Heidepark (Soestdijkerstraatweg) en Monnikenberg en herplantte het bos met dennen, vooral grove den, en loofbomen. 
Nadien kreeg het bos meerdere eigenaren, met als bekendste D.P.R.A. Bouvy (1915-1993), die in 1937 eigenaar werd. Hij herstelde en verjongde het bos en liet middenin het bos opslagplaats, dagverblijf en uitkijktoren de Wolfsdreuvik bouwen.